# Ihara Saikaku
Ihara Saikaku, 井原西鶴 (Ōsaka, 1642 – Ōsaka, 9 settembre 1693), è stato uno scrittore giapponese del periodo Edo.

## Biografia
Hirayama Tōgo (平山藤五), suo vero nome, nasce ad Osaka nel 1642 in una famiglia di mercanti relativamente benestanti. Inizia a scrivere all'età di quattordici anni e sino ai ventisei si occupa esclusivamente di poesia: esordisce come poeta della scuola Danrin di Nishiyama Sōin, e si dedica in particolare all'haikai, forma poetica composta da lunghe strofe di 36, 50 o 100 versi e scritta con serie di 17 e 14 sillabe.
Successivamente abbandona la poesia per dedicarsi alla narrativa (Saikaku intuisce che il romanzo può dare più soddisfazioni della poesia, sia dal punto di vista del profitto che da quello del successo). È un innovatore, un rivoluzionario: prendendo spunto da Asai Ryōi, dà vita ad un nuovo genere, quello dei cosiddetti ukiyozōshi, "racconti del mondo fluttuante", un'evoluzione, potremmo dire, dei precedenti kanazōshi. Nel 1673 adotta lo pseudonimo Saikaku.
Padre di tre figli (tra i quali una figlia cieca), nel 1675 rimane vedovo e due anni dopo decide di prendere la tonsura, atto con cui si ritira dal mondo per consacrare la propria vita all'arte.
Nel 1682, quarantenne, porta a termine il suo primo romanzo, Vita di un libertino. Due anni dopo vede la luce la sua seconda opera, Shoen Ōkagami.
Nel periodo compreso tra il 1685 ed il 1688 l'autore giapponese raggiunge il culmine della sua attività narrativa, componendo nel solo 1688 almeno cinque tra le sue opere più importanti.
In seguito Saikaku scriverà in maniera meno intensa, adottando altresì uno stile più sobrio e riprendendo a comporre haikai.
Dal 1692 in poi un senso di sconforto traspare nello stile dell'autore: Saikaku, probabilmente ammalato, ha infatti subito nello stesso anno la perdita della figlia.
Muore nel 1693 all'età di cinquant'anni e le sue ceneri vengono sepolte nel tempio Seigan ad Osaka. Le sue ultime parole sono: «Il termine della vita di un uomo è fissato a cinquant'anni, e anche questo mi sembra un periodo fin troppo lungo. Tanto più così...».

## Stile narrativo
L'opera narrativa di Saikaku si dirama in tre direzioni, che distinguono tre categorie di opere, diverse tra loro ma strettamente legate l'una all'altra:
- Kōshokumono, in riferimento alla predilezione per l'amore dei sensi: a questo genere appartengono i suoi più grandi capolavori, come il romanzo d'esordio Vita di un libertino (Kōshoku Ichidai Otoko, 1682). In primo piano non vi sono i sentimenti, ma l'aspetto erotico di essi e l'amore sensuale (non si tratta, comunque, di pornografia);
- Bukemono, che descrivono il mondo dei samurai, protagonisti in prima persona delle vicende (reali e non) narrate, il bushidō (la "via del guerriero") ed il giri, ovvero il senso del dovere (contrapposto al ninjō, che identifica ogni sorta di emozione umana);
- Chōninmono, storie di cittadini e, in particolar modo, di mercanti, detentori del potere economico, che da poco iniziavano ad avvicinarsi anche alla cultura. Si tratta di racconti leggeri, nella trama e nella struttura, simili a dei manuali contenenti la filosofia della classe mercantile (che Saikaku conosce bene e che, quindi, riesce a descrivere minuziosamente).

Lo sfondo delle vicende è costituito dalla città e, in particolare, dai quartieri di piacere, in cui si muovono i protagonisti, gente comune, del popolo, come cortigiane, samurai, attori, mercanti, cittadini, di cui Saikaku descrive le semplici azioni quotidiane, avvalendosi di un linguaggio semplice, colloquiale, accessibile a tutti (una delle prerogative della cultura del periodo Edo è la diffusione della cultura verso il "basso") e di uno stile elegante, ricercato, raffinato, ricco di sarcasmo ed umorismo, sotto il quale cela la sua disapprovazione nei confronti del rigido Confucianesimo vigente.
Lo scrittore non si schiera mai apertamente (avrebbe rischiato di incedere nella dura censura shogūnale: fatto sta che è stato spesso criticato per la sua poca incisività e profondità di opposizione), in nome di una descrizione "a volo d'uccello" e di un realismo che si risolve in un'attenzione quasi maniacale per ogni minimo particolare, per ogni oggetto che potrebbe apparire futile, ma che tende ad arricchire la visione d'insieme, l'immagine completa della società del tempo.

## Opere
- Vita di un libertino (Kōshoku Ichidai Otoko) 1682. Traduzione italiana di L. Origlia (Milano, edizioni SE, 2012)
- Shoen Ōkagami 1684
- Racconti di Saikaku dalle province (Saikaku Shokoku Hanashi) 1685
- Storia di Wankyū I (Wankyū Issei no Monogatari) 1685
- Il calendario (Koyomi) 1685
- Cinque donne amorose (Kōshoku Gonin Onna) 1686. Traduzione italiana a cura di Gian Carlo Calza (Milano, Adelphi Edizioni, 1979)
- Vita di una donna licenziosa (Kōshoku Ichidai Onna) 1686. Traduzione italiana di L. Origlia (Milano, edizioni SE, 2016)
- Venti casi di trasgressione della pietà filiale in Giappone (Honchō Nijū Fukō) 1686
- Il grande specchio dell'omosessualità maschile (Nanshoku Ōkagami) 1687, Traduzione italiana di A. Maurizi (Frassinelli editore, Milano, 1997)
- Futokoro Suzuri 1687
- La trasmissione delle arti marziali (Budō Denra Ki) 1687
- Storie di obbligazioni morali dei samurai (Buke Giri Monogatari) 1688
- Il magazzino eterno del Giappone (Nihon Eitai Gura) 1688
- Irozato mitokoro zetai 1688
- Il nuovo Kashō Ki (Shin Kashō Ki) 1688
- Kōshoku Seisui Ki 1688
- I calcoli della gente di questo mondo (Seken Mune Sanyō) 1692
- Saikaku Okimiyage 1693, postumo
- Saikaku Oritome 1694, postumo
- Saikaku Zoky Tsurezure 1695, postumo
- Yorozu no Fumi-hōgu 1696, postumo
- Saikaku Nagori no Tomo 1699, postumo